# Vladimír Roth
Vladimír Roth (25. červen 1990, Praha) je český hokejista. Hraje na postu obránce.

## Zajímavosti

### Utkání v extralize za Třinec
- Svůj 300. zápas v dresu HC Oceláři Třinec ELH odehrál 20. 1. 2019 v domácí Werk Areně, kdy Třinec prohrál 5:6 (SN) nad Plzní.

## Hráčská kariéra
Statistiky Vladimíra Rotha
- 2003/2004 HC Slovan Ústečtí Lvi – dor.
- 2004/2005 HC Slavia Praha – dor. (E)
- 2005/2006 HC Slavia Praha – jun. (E)
- 2006/2007 HC Slavia Praha – jun. (E)
- 2007/2008 London Knights (OHL)
- 2008/2009 London Knights (OHL)
- 2009/2010 HC Slavia Praha, HC Rebel Havlíčkův Brod (1. liga)
- 2010/2011 HC Rebel Havlíčkův Brod (1. liga), HC Slavia Praha
- 2011/2012 HC Slavia Praha, Bílí Tygři Liberec
- 2012/2013 HC Oceláři Třinec
- 2013/2014 HC Oceláři Třinec
- 2014/2015 HC Oceláři Třinec
- 2015/2016 HK Sibir Novosibirsk (KHL) do 13. 10. 2015, HC Oceláři Třinec od 15. 10. 2015
- 2016/2017 HC Oceláři Třinec ELH
- 2017/2018 HC Oceláři Třinec ELH
- 2018/2019 HC Oceláři Třinec ELH
- 2019/2020 HC Oceláři Třinec ELH
- 2020/2021 Madeta Motor České Budějovice, HC Lausanne
- 2021/2022 HC Kometa Brno
- 2022/2023 HC Slavia Praha poslední zápas 21.12. 2022.
- 2022/2023 HC Oceláři Třinec první zápas 8.1. 2023
- 2023/2024 Ferencvárosi TC EBEL (Maďarsko)